# بالتا نیگرا
اَنْجیدهٔ سیاه یا فراسیون‌آسای سیاه (نام علمی: Ballota nigra) نام یک گونه از تیره نعناعیان است.